# Geometría no euclidiana

Los tres tipos de geometrías homogéneas posibles: además de la geometría euclidea de curvatura nula, existen la geometría elíptica de curvatura positiva, y la geometría hiperbólica de curvatura negativa. Si se consideran geometrías no-euclídeas no homogéneas entonces existe una infinidad de posibles geometrías, descritas por las variedades riemannianas generales.

Se denomina geometría no euclidiana, o no euclídea, a cualquier sistema formal de geometría cuyos postulados y proposiciones difieren en algún asunto de los establecidos por Euclides en su tratado Elementos. No existe un solo sistema de geometría no euclídea, sino muchos, aunque si se restringe la discusión a espacios homogéneos, en los que la curvatura del espacio es la misma en cada punto, en los que los puntos del espacio son indistinguibles, pueden distinguirse tres formulaciones de geometrías: 

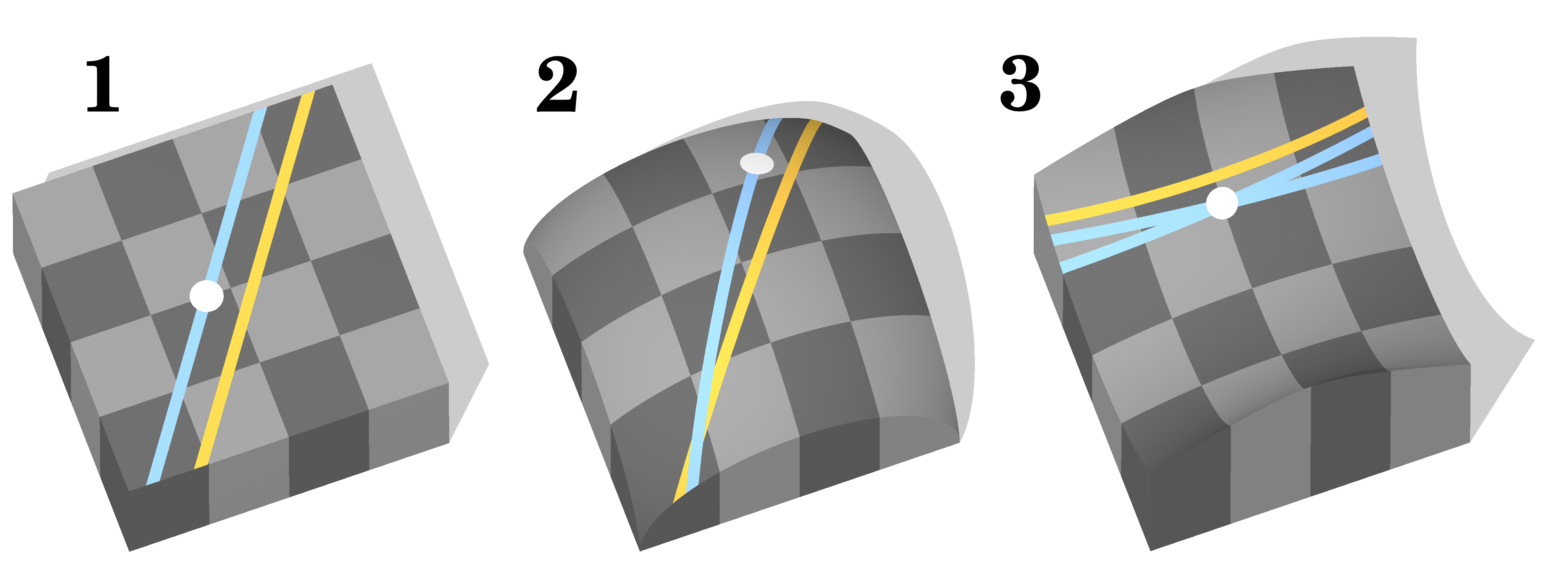
Tres «bloques» con superficies variables, sobre los que se «dibujan» un punto y algunas líneas para demostrar la geometría elíptica euclidiana y la hiperbólica

- La geometría euclidiana satisface los cinco postulados de Euclides y tiene curvatura cero (es decir se supone en un espacio plano por lo que la suma de los tres ángulos interiores de un triángulo da siempre 180°).
- La geometría hiperbólica satisface solo los cuatro primeros postulados de Euclides y tiene curvatura negativa (en esta geometría, por ejemplo, la suma de los tres ángulos interiores de un triángulo es inferior a 180°).
- La geometría elíptica satisface solo los cuatro primeros postulados de Euclides y tiene curvatura positiva (en esta geometría, por ejemplo, la suma de los tres ángulos interiores de un triángulo es mayor a 180°).

Todos estos son casos particulares de geometrías riemannianas, en los que la curvatura es constante, si se admite la posibilidad de que la curvatura intrínseca de la geometría varíe de un punto a otro se tiene un caso de geometría riemanniana general, como sucede en la teoría de la relatividad general donde la gravedad causa una curvatura no homogénea en el espacio-tiempo, siendo mayor la curvatura cerca de las concentraciones de masa, lo cual es percibido como un campo gravitatorio atractivo.

## Principios
La diferencia esencial entre las geometrías métricas es la naturaleza de las líneas paralelas. El quinto postulado de Euclides, el postulado de las paralelas, es equivalente al postulado de Playfair, que afirma que, dentro de un plano bidimensional, para cualquier recta l dada y un punto A, que no está en l, hay exactamente una recta que pasa por A que no interseca a l. En la geometría hiperbólica, por el contrario, hay infinitamente muchas líneas a través de A que no intersecan l, mientras que en la geometría elíptica, cualquier línea a través de A interseca l.
Otra forma de describir las diferencias entre estas geometrías es considerar dos líneas rectas indefinidamente extendidas en un plano bidimensional que son ambas  perpendiculares a una tercera línea (en el mismo plano):
- En la geometría euclídea, las rectas permanecen a una distancia constante entre sí (lo que significa que una recta trazada perpendicular a una recta en cualquier punto intersecará a la otra recta y la longitud del segmento de recta que une los puntos de intersección permanece constante) y se conocen como paralelas.
- En geometría hiperbólica, se "curvan" alejándose unas de otras, aumentando la distancia a medida que uno se aleja de los puntos de intersección con la perpendicular común; estas líneas se denominan a menudo ultraparalelas.
- En la geometría elíptica, las rectas se "curvan" entre sí y se intersecan.

## Historia

### Antecedentes
La geometría euclidiana, llamada así por el matemático griego Euclides, incluye algunas de las matemáticas más antiguas conocidas, y las geometrías que se desviaban de ella no fueron ampliamente aceptadas como legítimas hasta el siglo XIX.
El debate que condujo finalmente al descubrimiento de las geometrías no euclidianas comenzó casi tan pronto como Euclides escribió Elementos de Euclides. En los Elementos, Euclides parte de un número limitado de supuestos (23 definiciones, cinco nociones comunes y cinco postulados) y trata de demostrar todos los demás resultados (proposiciones) de la obra. El más notorio de los postulados se conoce a menudo como "el quinto postulado de Euclides", o simplemente el  postulado paralelo, que en la formulación original de Euclides es:
Si una recta cae sobre dos rectas de tal manera que los ángulos interiores del mismo lado son juntos menores que dos ángulos rectos, entonces las rectas, si se producen indefinidamente, se encuentran en aquel lado en el que están los ángulos menores que los dos ángulos rectos.
.
Otros matemáticos han ideado formas más sencillas de esta propiedad. Independientemente de la forma del postulado, sin embargo, parece consistentemente más complicado que otros postulados de Euclides:

1. Trazar una línea recta desde cualquier punto a cualquier punto.
2. Producir [extender] una recta finita continuamente en línea recta.
3. Para describir un círculo con cualquier centro y distancia [radio].
4. Que todos los ángulos rectos son iguales entre sí.

Durante al menos mil años, los  geómetras se inquietaron por la dispar complejidad del quinto postulado, y creyeron que podía demostrarse como un teorema a partir de los otros cuatro. Muchos intentaron encontrar una prueba por contradicción, entre ellos Ibn al-Haytham (Alhazen, siglo XI), Omar Khayyám (siglo XII), Nasīr al-Dīn al-Tūsī (siglo XIII), y Giovanni Girolamo Saccheri (siglo XVIII).
Los teoremas de Ibn al-Haytham, Khayyam y al-Tusi sobre los cuadriláteros, incluidos el cuadrilátero de Lambert y el cuadrilátero de Saccheri, fueron "los primeros teoremas de la hiperbólica y de las elíptica". Estos teoremas, junto con sus postulados alternativos, como el axioma de Playfair, desempeñaron un papel importante en el desarrollo posterior de la geometría no euclidiana.  Estos primeros intentos de cuestionar el quinto postulado influyeron considerablemente en su desarrollo entre los geómetras europeos posteriores, como Witelo, Levi ben Gerson, Alfonso, John Wallis y Saccheri. Sin embargo, todos estos primeros intentos de formular una geometría no euclidiana proporcionaron pruebas defectuosas del postulado de las paralelas, conteniendo suposiciones que eran esencialmente equivalentes al postulado de las paralelas.  Sin embargo, estos primeros intentos proporcionaron algunas de las primeras propiedades de las geometrías hiperbólica y elíptica.
Khayyam, por ejemplo, intentó derivarlo de un postulado equivalente que formuló a partir de "los principios del Filósofo" (Aristóteles): "Dos rectas convergentes se cruzan y es imposible que dos rectas convergentes diverjan en la dirección en la que convergen". Khayyam consideró entonces los tres casos recto, obtuso y agudo que pueden tomar los ángulos cimeros de un cuadrilátero de Saccheri y tras demostrar una serie de teoremas sobre ellos, refutó correctamente los casos obtuso y agudo basándose en su postulado y de ahí derivó el postulado clásico de Euclides, del que no se dio cuenta de que era equivalente a su propio postulado. Otro ejemplo es el hijo de al-Tusi, Sadr al-Din (a veces conocido como "Pseudo-Tusi"), que escribió un libro sobre el tema en 1298, basado en los pensamientos posteriores de al-Tusi, en el que presentaba otra hipótesis equivalente al postulado paralelo. "Revisó esencialmente tanto el sistema euclidiano de axiomas y postulados como las pruebas de muchas proposiciones de los Elementos." Su obra se publicó en Roma en 1594 y fue estudiada por geómetras europeos, entre ellos Saccheri quien criticó este trabajo así como el de Wallis.
Giordano Vitale, en su libro Euclide restituo (1680, 1686), utilizó el cuadrilátero de Saccheri para demostrar que si tres puntos equidistan de la base AB y de la cúspide CD, entonces AB y CD equidistan en todas partes.
En una obra titulada Euclides ab Omni Naevo Vindicatus (Euclides liberado de todos los defectos), publicada en 1733, Saccheri descartó rápidamente la geometría elíptica como posibilidad (algunos otros axiomas de Euclides deben modificarse para que la geometría elíptica funcione) y se dedicó a demostrar un gran número de resultados en geometría hiperbólica.
Finalmente llegó a un punto en el que creía que sus resultados demostraban la imposibilidad de la geometría hiperbólica. Parece que su afirmación se basaba en presupuestos euclidianos, ya que no existía ninguna contradicción lógica. En este intento de demostrar la geometría euclidiana, descubrió involuntariamente una nueva geometría viable, pero no se dio cuenta de ello.
En 1766 Johann Lambert escribió, pero no publicó, Theorie der Parallellinien en la que intentó, como Saccheri, demostrar el quinto postulado. Trabajó con una figura que ahora se conoce como cuadrilátero de Lambert, un cuadrilátero con tres ángulos rectos (puede considerarse la mitad de un cuadrilátero de Saccheri). Rápidamente eliminó la posibilidad de que el cuarto ángulo fuera obtuso, como habían hecho Saccheri y Khayyam, y procedió a demostrar muchos teoremas bajo la suposición de un ángulo agudo. A diferencia de Saccheri, nunca sintió que hubiera llegado a una contradicción con esta suposición. Había demostrado el resultado no euclidiano de que la suma de los ángulos de un triángulo aumenta a medida que disminuye el área del triángulo, y esto le llevó a especular sobre la posibilidad de un modelo del caso agudo en una esfera de radio imaginario. No llevó esta idea más lejos.
En esta época estaba muy extendida la creencia de que el universo funcionaba según los principios de la geometría euclidiana.
El primer ejemplo de geometría no euclidiana fue la hiperbólica, teorizada inicialmente por Immanuel Kant,[cita requerida] formalizada posteriormente (a principios del siglo XIX) e independientemente por varios autores, tales como Carl Friedrich Gauss, Nikolái Lobachevski, János Bolyai, Eugenio Beltrami y Ferdinand Schweickard.
Los desarrollos de geometrías no euclídeas se gestaron en sus comienzos con el objetivo de construir modelos explícitos en los que no se cumpliera el quinto postulado de Euclides.
La geometría euclidiana había sido desarrollada por los griegos y expuesta por Euclides en la obra Los elementos.
En su primera obra publicada, Pensamientos sobre la verdadera estimación de las fuerzas vivas (Gedanken von der wahren Schätzung der lebendigen Kräfte und Beurteilung der Beweise derer sich Herr von Leibniz und anderer Mechaniker in dieser Streitsache bedient haben, de 1746), Immanuel Kant considera espacios de más de tres dimensiones y afirma:

Una ciencia de todas estas posibles clases de espacio sería sin duda la empresa más elevada que un entendimiento finito podría acometer en el campo de la Geometría… Si es posible que existan extensiones con otras dimensiones, también es muy probable que Dios las haya traído a la existencia, porque sus obras tienen toda la magnitud y variedad de que son capaces.

Esas posibles geometrías que Kant entrevé son las que hoy se llaman geometrías euclidianas de dimensión mayor que 3.
Por otra parte, ya desde la antigüedad se consideró que el quinto postulado del libro de Euclides no era tan evidente como los otros cuatro pues, al afirmar que ciertas rectas (las paralelas) no se cortarán al prolongarlas indefinidamente, habla de una construcción mental un tanto abstracta. Por eso durante muchos siglos se intentó sin éxito demostrarlo a partir de los otros cuatro. A principios del siglo XIX, se intentó demostrarlo por reducción al absurdo, suponiendo que es falso y tratando de obtener una contradicción. Sin embargo, lejos de llegar a un absurdo se encontró que existían geometrías coherentes diferentes de la euclídea. Se había descubierto así la primera geometría no euclídea (en concreto el primer ejemplo que se logró era una geometría llamada hiperbólica).

## Geometrías de curvatura constante

### Geometría hiperbólica

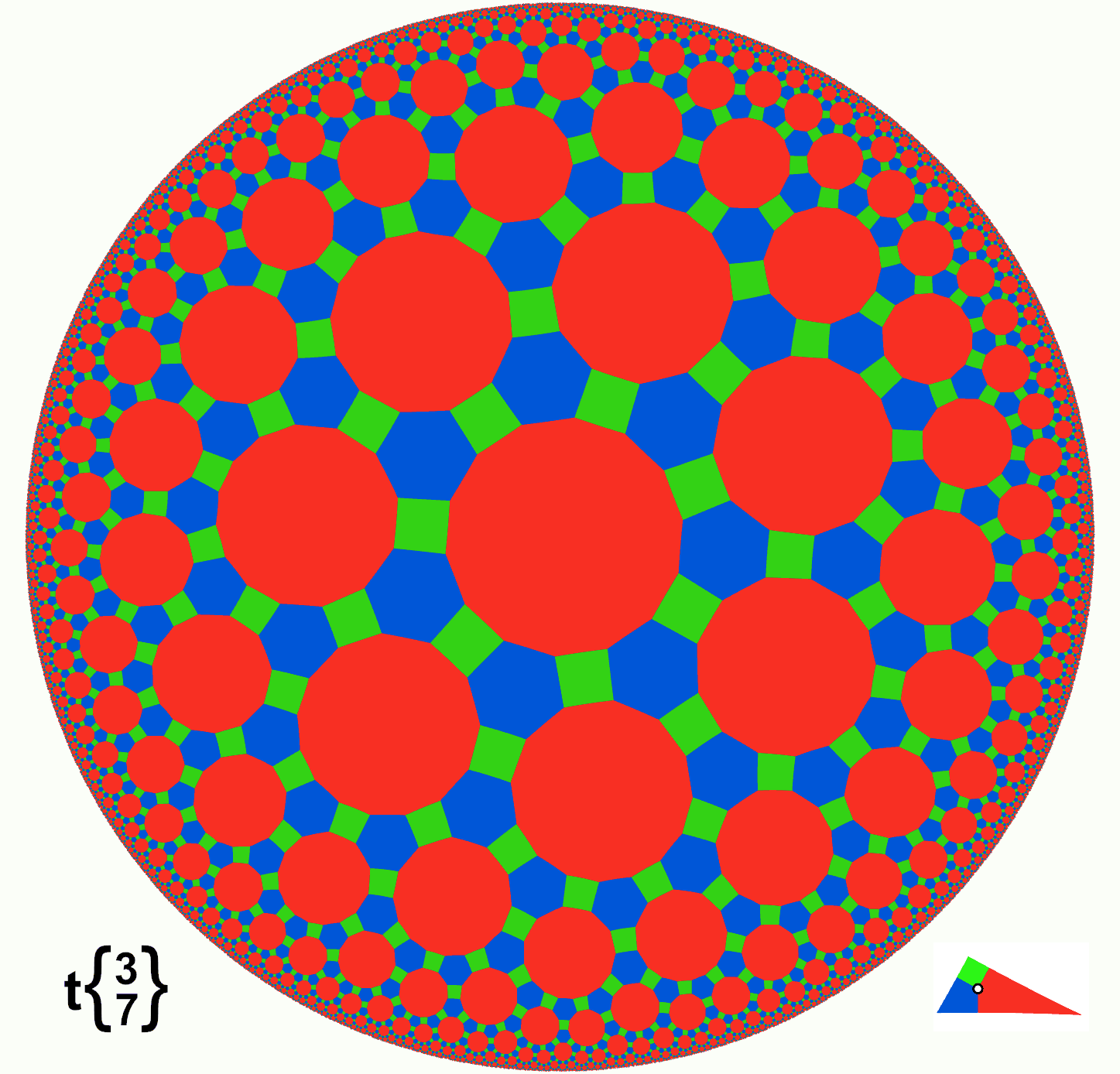
Modelo del disco Poincaré para la geometría hiperbólica con una teselación {3,7} de rombos truncados.

A principios del siglo XIX, y de modo independiente, Gauss (1777-1855), Lobachevsky (1792-1856), János Bolyai y Ferdinand Schweickard lograron construir la geometría hiperbólica, a partir del intento de negar el quinto postulado de Euclides y tratar de obtener una contradicción. En lugar de obtener una contradicción lo que obtuvieron fue una curiosa geometría en la que los tres ángulos de un triángulo sumaban menos de 180° sexagesimales (en la geometría euclídea los ángulos de cualquier triángulo suman siempre exactamente 180°).
La naturalidad de esta geometría quedó confirmada a finales del siglo, cuando Beltrami demostró que la geometría hiperbólica coincide con la geometría intrínseca de cierta superficie y Klein dio la interpretación proyectiva de la geometría hiperbólica. Ambos resultados prueban que es tan consistente como la geometría euclídea (es decir, si la geometría hiperbólica lleva a alguna contradicción, entonces la geometría euclídea también).
Algunos afirman que Gauss fue el primero en considerar la posibilidad de que la geometría del Universo no fuera la euclídea. Sabiendo que en la geometría hiperbólica la suma de los ángulos de cualquier triángulo es menor que dos ángulos rectos, se dice que subió a la cima de tres montañas con un teodolito, aunque la precisión de sus instrumentos no fue suficiente para decidir la cuestión con tal experimento. Sin embargo, otros afirman que cuando escribió que trataba de corregir los efectos de posibles curvaturas se refería a corregir el efecto de la curvatura terrestre en los estudios cartográficos que estaba realizando.

### Geometría elíptica

La esfera es un modelo de geometría elíptica bidimensional, los meridianos resultan ser líneas geodésicas mientras que los paralelos son líneas de curvatura no mínima.

La geometría elíptica es el segundo tipo de geometría no-euclídea homogénea, es decir, donde cualquier punto del espacio resulta indistinguible de cualquier otro. Una variedad de Riemann de curvatura positiva constante es un ejemplo de geometría elíptica. Un modelo clásico de geometría elíptica n-dimensional es la n-esfera.
En la geometría elíptica las líneas geodésicas tienen un papel similar a las líneas rectas de la geometría euclídea, con algunas importantes diferencias. Si bien la mínima distancia posible entre dos puntos viene dada por una línea geodésica, que además son líneas de curvatura mínima, el quinto postulado de Euclídes no es válido para la geometría elíptica, ya que dada una "recta" de esta geometría (es decir, una línea geodésica) y un punto no contenido en la misma no se puede trazar ninguna geodésica que no corte a la primera.

### Geometría euclídea
La geometría euclídea es claramente un caso límite intermedio entre la geometría elíptica y la geometría hiperbólica. De hecho la geometría euclídea es una geometría de curvatura nula. Puede demostrarse que cualquier espacio geométrico o variedad de Riemann cuya curvatura es nula es localmente isométrico al espacio euclídeo y por tanto es un espacio euclídeo o idéntico a una porción del mismo.

### Aspectos matemáticos
Los espacios de curvatura constante el tensor de curvatura de Riemann viene dado en componentes por la siguiente expresión:

{\displaystyle R_{ijkl}=C(g_{il}g_{jk}-g_{ik}g_{jl})\,}

donde {\displaystyle g_{ij}} es el tensor métrico expresado en coordenadas curvilíneas cualesquiera. El tensor de Ricci {\displaystyle R_{ij}} y la curvatura escalar {\displaystyle S} son proporcionales respectivamente al tensor métrico y a la curvatura:

{\displaystyle R_{ij}=(n-1)Cg_{ij},\qquad S=n(n-1)C}

y donde {\displaystyle n} es la dimensión del espacio.
Otro aspecto interesante es que tanto en la geometría hiperbólica, como en la geometría elíptica homogéneas el grupo de isometría del espacio completo es un grupo de Lie de dimensión {\displaystyle n(n+1)/2}, que coincide con la dimensión del grupo de isometría de un espacio Euclideo de dimensión n (aunque los tres grupos son diferentes).

## Geometrías de curvatura no constante

### Geometría riemanniana general
A propuesta de Gauss, la disertación de Riemann versó sobre la hipótesis de la Geometría. En su tesis, Riemann considera las posibles geometrías que infinitesimalmente (es decir, en regiones muy pequeñas) sean euclídeas, cuyo estudio se conoce hoy en día como geometrías riemannianas. Estas geometrías resultan en general no-homogéneas: algunas de las propiedades del espacio pueden diferir de un punto a otro, en particular el valor de la curvatura.
Para el estudio de estas geometrías Riemann introdujo el formalismo del tensor de curvatura y demostró que la geometría euclídea, la geometría hiperbólica y la geometría elíptica son casos particulares de geometrías riemannianas, caracterizadas por valores constantes del tensor de curvatura. En una geometría riemanninana general, el tensor de curvatura tendrá valores variables a lo largo de diferentes puntos de dicha geometría.
Eso hace que la geometría no sea homogénea, y permite distinguir unos puntos de otros. Esto es relevante en la teoría de la relatividad general, ya que en principio es posible hacer experimentos de medición de distancias y ángulos que permitan distinguir unos puntos del espacio de otros, tal como especifican numerosos experimentos mentales imaginados por Einstein y otros en los que un experimentador encerrado en una caja puede realizar experimentos para decidir la naturaleza del espacio-tiempo que le rodea.
Finalmente, un aspecto interesante de la geometría riemanniana es que si la curvatura no es constante, entonces el grupo de isometría del espacio tiene dimensión estrictamente menor que {\displaystyle n(n+1)/2}, siendo {\displaystyle n} la dimensión del espacio. En concreto según la relatividad general un espacio-tiempo con una distribución muy irregular de la materia podría tener un grupo de isometría trivial de dimensión 0.

### Geometría del espacio-tiempo y teoría de la relatividad
Basándose en las ideas y resultados de Riemann, hacia 1910 Einstein aborda en su teoría de la relatividad general la cuestión de la estructura geométrica del universo. En ella muestra cómo la geometría del espacio-tiempo tiene curvatura, que es precisamente lo que se observa como campo gravitatorio, y cómo, bajo la acción de la gravedad, los cuerpos siguen las líneas más rectas posibles dentro de dicha geometría, líneas que se denominan geodésicas.
Además, la ecuación de Einstein afirma que para cada observador, la curvatura media del espacio coincide, salvo un factor constante, con la densidad observada, dando cumplimiento así a la fantástica visión de Gauss: la geometría desentrañada por los griegos es la estructura infinitesimal del espacio; al generalizar dicha estructura geométrica, tiene curvatura.

## Modelos
Los modelos de geometría no euclidiana son modelos matemáticos de geometrías que son no euclidianas en el sentido de que no es el caso que exactamente una línea se pueda trazar paralela a una línea dada l a través de un punto que no está en l. En modelos geométricos hiperbólicos, en cambio, hay infinitas líneas a través de A paralelas a l, y en modelos geométricos elípticos, las líneas paralelas no existen. (Consulte las entradas sobre geometría hiperbólica y geometría elíptica para obtener más información).
La geometría euclidiana se modela mediante nuestra noción de un "plano plano". El modelo más simple para la geometría elíptica es una esfera, donde las líneas son "círculos grandes" (como el ecuador o los meridianos en un globo), y se identifican los puntos opuestos entre sí (se consideran iguales). La pseudoesfera tiene la curvatura adecuada para modelar la geometría hiperbólica.

### Geometría elíptica
El modelo más simple para la geometría elíptica es una esfera, donde las líneas son "círculos grandes" (como el ecuador o los meridianos en un globo), y se identifican los puntos opuestos entre sí (llamados puntos antipodales, considerados iguales). Esto también es uno de los modelos estándar del plano proyectivo real. La diferencia es que, como modelo de la geometría elíptica, se introduce una métrica que permite la medición de longitudes y ángulos, mientras que como modelo del plano proyectivo no hay tal métrica.

### Geometría hiperbólica
Incluso después del trabajo de Lobachevsky, Gauss y Bolyai, la pregunta seguía en pie: "¿Existe tal modelo para la geometría hiperbólica?". El modelo para la geometría hiperbólica fue respondido por Eugenio Beltrami en 1868, quien mostró por primera vez que una superficie llamada pseudoesfera tiene la curvatura adecuada para modelar una porción del espacio hiperbólico, y en un segundo artículo en el mismo año, definió el modelo de Klein, que modela la totalidad del espacio hiperbólico, y utilizó esto para demostrar que la geometría euclidiana y la geometría hiperbólica eran equiconsistentes, de modo que la geometría hiperbólica era lógicamente consistente si y solo si la geometría euclidiana lo era. (La implicación inversa se sigue del modelo de la horoesfera de la geometría euclidiana).
En el modelo hiperbólico, dentro de un plano bidimensional, para cualquier línea dada l y un punto A que no está en l, existen infinitas líneas a través de A que no se intersecan con l.
En estos modelos, los conceptos de las geometrías no euclidianas se representan mediante objetos euclidianos en un entorno euclidiano. Esto introduce una distorsión perceptual en la cual las líneas rectas de la geometría no euclidiana se representan mediante curvas euclidianas que se doblan visualmente. Esta "curvatura" no es una propiedad de las líneas no euclidianas, sino solo un artificio de la forma en que se representan.